# Aurelio Martínez Mutis
Aurelio Martínez Mutis (* 9. April 1884 in Bucaramanga; † 23. Oktober 1954 in Paris, Frankreich) war ein kolumbianischer Lyriker.

## Leben
Martínez studierte in Chile Pädagogik und arbeitete als Hochschullehrer und Journalist. Für sein Poem Salve Espana Gloriosa erhielt er 1912 einen Preis der Real Academia Hispanoamericana de Ciencias y Artes. Seine vom Congreso Eucarístico 1913 ausgezeichnete Epopeya de la espiga rezitierte der Dichter selbst bei einer Festsitzung der Academia Caro im Teatro de Cristóbal Colón in Bogotá. Im Folgejahr erhielt er den Preis Zeitschrift Mundial für die Epopeya del Cóndor. In Chile erhielt er 1920 einen Preis für das Poem La Esfera conquistada.